# Lema Olímpico

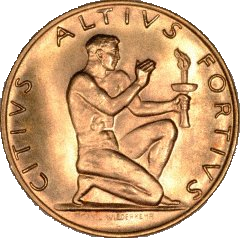
O lema em latim ("Citius, Altius, Fortius") na medalha dos Jogos Olímpicos de 1948

O Lema Olímpico Citius, Altius, Fortius, que em latim significa "mais rápido, mais alto, mais forte", foi introduzido nos Jogos Olímpicos de Verão de 1924, em Paris. O Barão Pierre de Coubertin pegou emprestada a frase do seu amigo Henri Didon, um pastor dominicano que, entre outras coisas, era um entusiasta do esporte.
O lema foi também o nome de um jornal sobre história olímpica entre 1992 e 1997, quando este foi renomeado para Jornal da História Olímpica.
Um lema informal, porém mais conhecido, também introduzido por Coubertin, é "O mais importante não é vencer, mas participar!" Coubertin tomou esse lema de um sermão do bispo da diocese anglicana de Bethlehem (Pensilvânia), Ethelbert Talbot, durante os Jogos Olímpicos de Verão de 1908.